# قائمة مساطب المسجد الأقصى

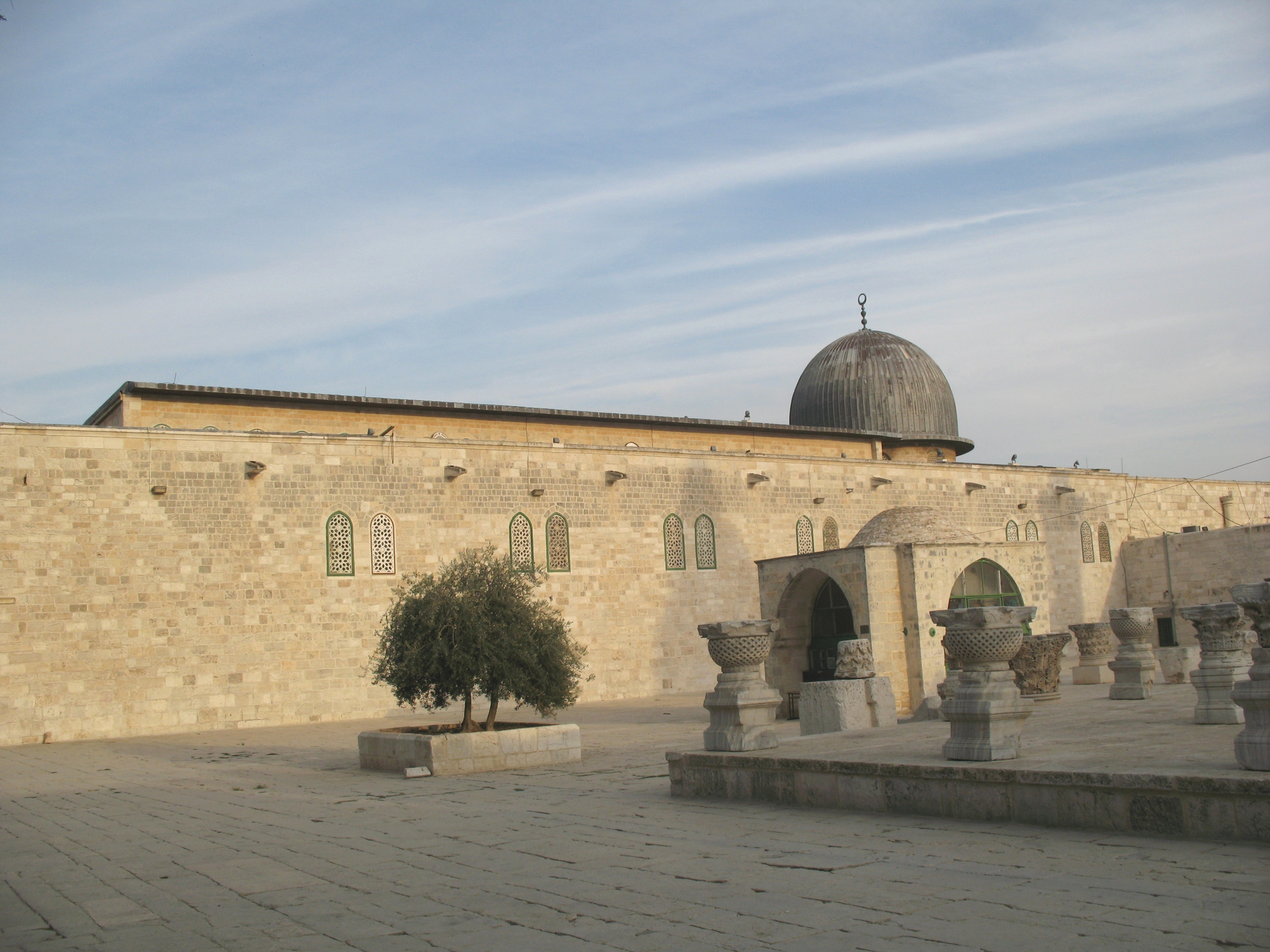
إحدى المصاطب الجنوبية الغربية - ناحية باب المغاربة وعليها قطع أثرية حجرية

المصطبة في المسجد الأقصى هي ذلك المكان المرتفع المربع أو المستطيل الشكل والمرتفع عن مستوى سطح الأرض (ساحة المسجد)، والتي بنيت من الحجارة وبلط سطحها بالبلاط الحجري، وعمل فيها أحياناً محراب أو حائط في اتجاه القبلة، هذا وقد أنشئت لغرضي الصلاة والتدريس معاً، خاصة في فصل الصيف.
ويقوم في ساحة المسجد الأقصى قرابة الثلاثين مصطبة، والتي انتشرت بصورة عشوائية في جهاته الأربعة.
وعلى ما يبدو أن فكرة إنشاء هذه المصاطب، والتي تركزت في الجهة الغربية لساحة المسجد الأقصى، قد شاعت في الفترة العثمانية، وذلك لاستخدامها للصلاة وإقامة حلقات التدريس عليها في أيام الصيف.
ذلك أننا لا نكاد نجد سوى خمس منها كانت قد أنشئت في الفترة المملوكية أما بقيتها فقد تم إنشاؤها في الفترة العثمانية.
ومن الجدير بالإشارة هنا إلى أن لجنة إعمار المسجد الأقصى المبارك، قامت بترميم عدة مصاطب في الجهة الشرقية للمسجد الأقصى وبخاصة في منطقة باب الرحمة، وذلك في الفترة الواقعة ما بين (1969-1979م).

## القائمة

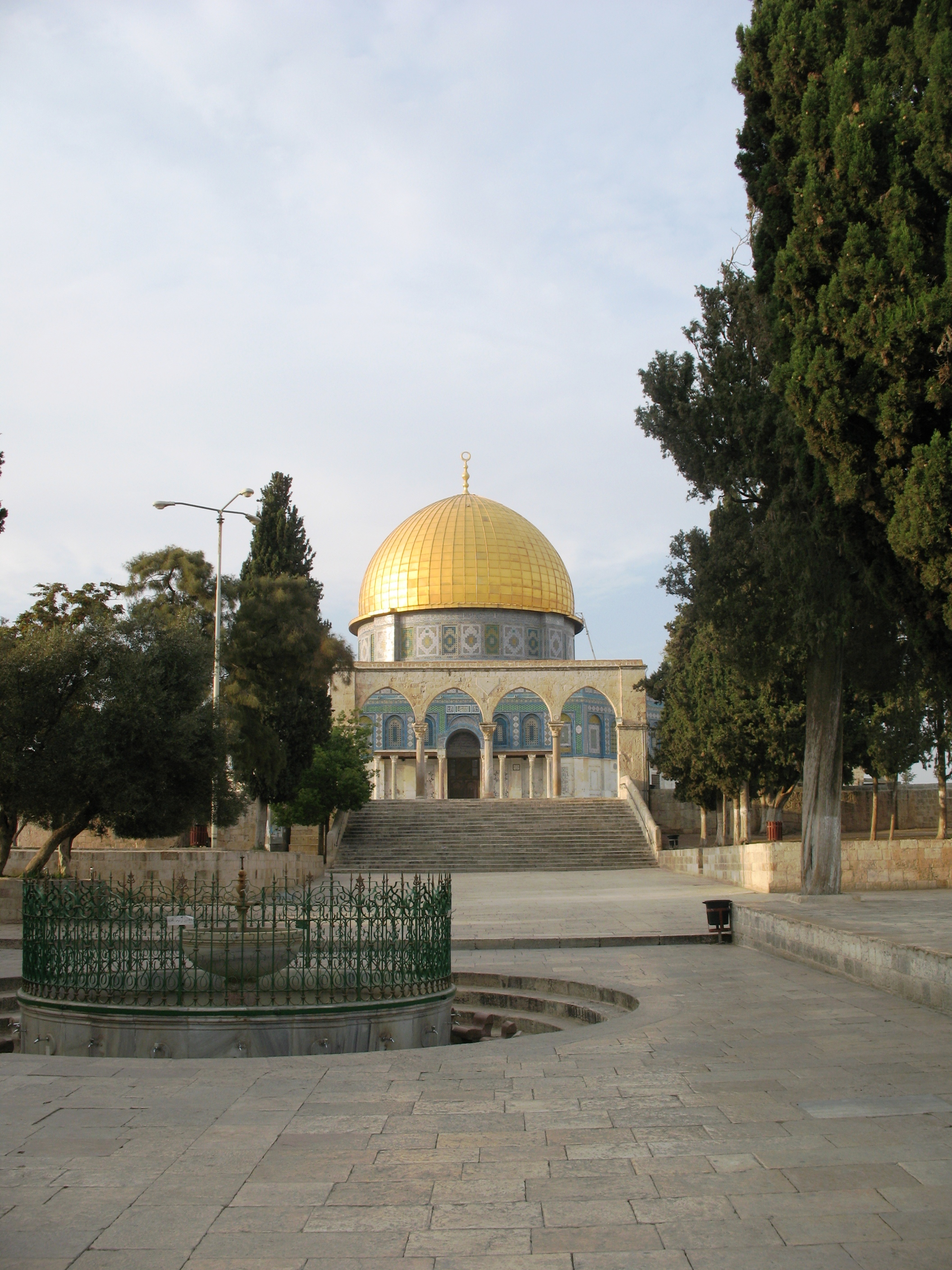
إحدى المصاطب على يمين الصورة بجانب الكاس

قائمة بمصاطب المسجد الأقصى وفق المسح الأثري الذي قام به قسم الآثار الإسلامية التابع لدائرة الأوقاف الإسلامية في القدس، والمثبتة في خريطة المسجد الأقصى الصادرة عن مجلة هدى الإسلام التابعة لدائرة الأوقاف الإسلامية بالقدس الشريف.
الفترة المملوكية: (دليل الموقع / 60-62)
1. مصطبة الظاهر: والتي أنشئت في سنة 795 هجرية/ 1392 ميلادية.
2. مصطبة البصيري: والتي أنشئت في سنة 800 هجرية/ 1397 ميلادية.
3. مصطبة سبيل قايتباي: والتي أنشئت في سنة 860 هجرية/ 1455 ميلادية.

الفترة العثمانية: (دليل الموقع 63-65)
(المصاطب المؤرخة)
1. مصطبة سبيل سليمان: والتي أنشئت في سنة 943 هجرية/ 1536 ميلادية.
2. مصطبة علي باشا: والتي أنشئت في سنة 1047 هجرية/ 1637 ميلادية.
3. مصطبة الطين: والتي أنشئت في سنة 1174 هجرية/ 1760 ميلادية.

الفترة العثمانية: (دليل الموقع/ 66-83)(المصاطب غير المؤرخة)
1. مصطبة باب الحديد
2. مصطبة باب القطانين.
3. مصطبة باب القطانين الشمالية.
4. مصطبة سبيل الشيخ بدير.
5. مصطبة سبيل قاسم باشا.
6. مصطبة قبة موسى.
7. مصطبة الفخرية.
8. مصطبة باب المغاربة.
9. مصطبة جامع المغاربة الشرقية.
10. مصطبة الصنوبر.
11. مصطبة الزهور.
12. مصطبة المتوضأ.
13. مصطبة الجنائز.
14. مصطبة الكرك.
15. مصطبة كرسي سليمان.
16. مصطبة قبة سليمان.
17. مصطبة سبيل شعلان.

وأما المصاطب التي رممت في الفترة الحديثة والواقعة في الجهة الشرقية للحرم الشريف فهي: المصطبتان الشرقيتان ومصطبة القنطرة الشرقية ومصطبتي الباب الذهبي ومصطبة صبرا وشاتيلا.

## معرض الصور

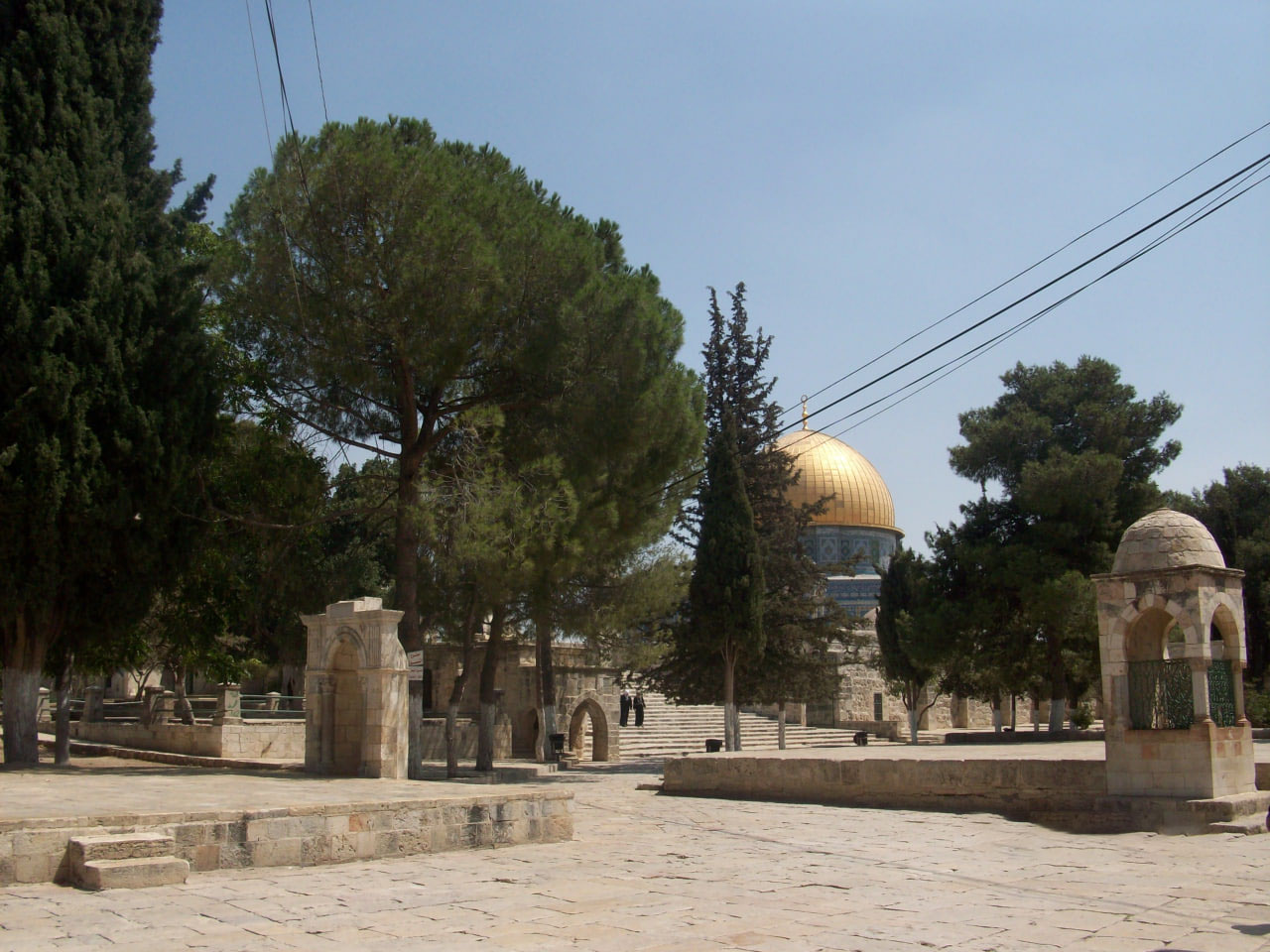
يظهر في الصورة مصطبة البصيري ومصطبة البديري في المسجد الأقصى
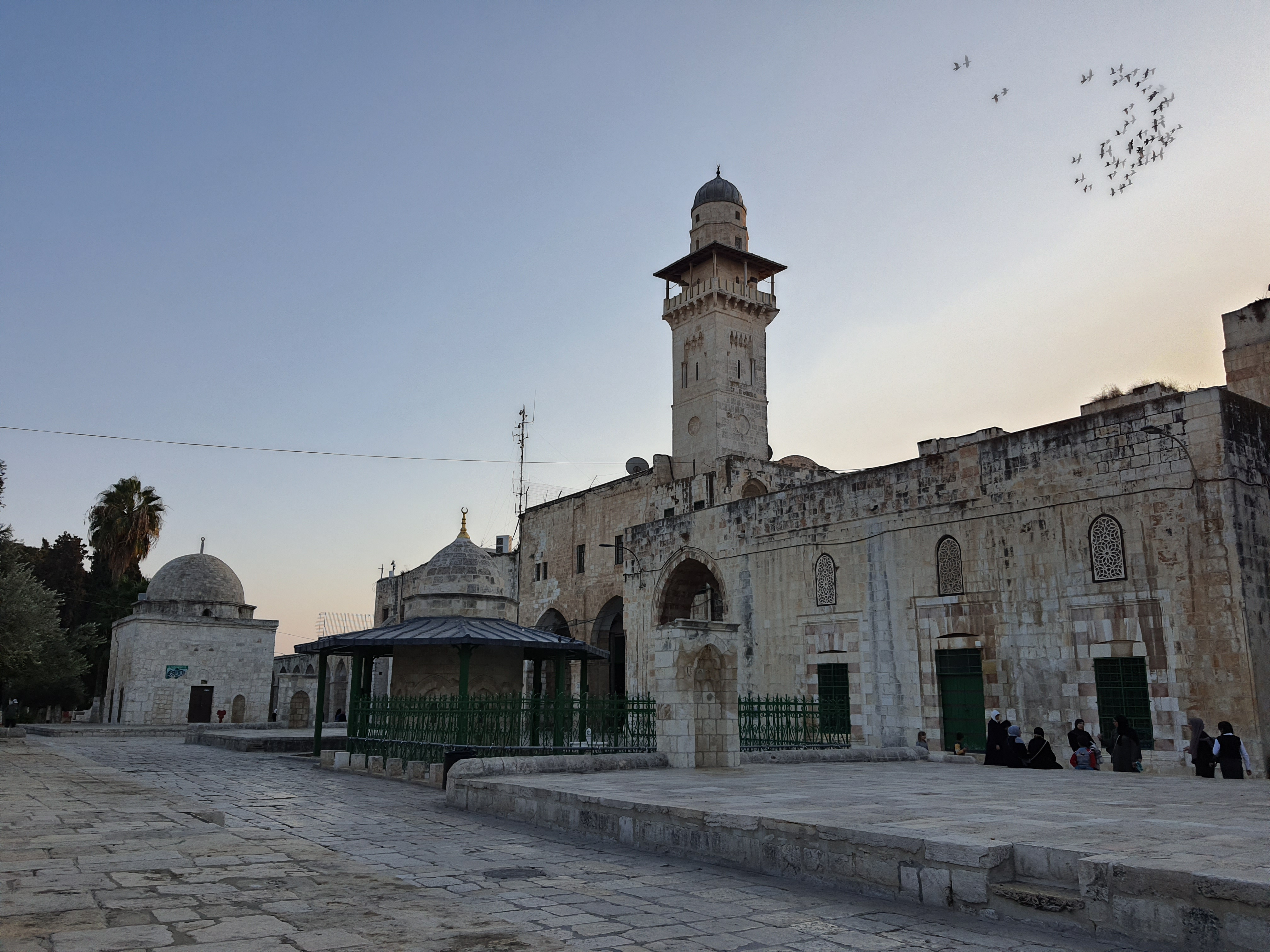
مصطبة سبيل قايتباي في المسجد الأقصى
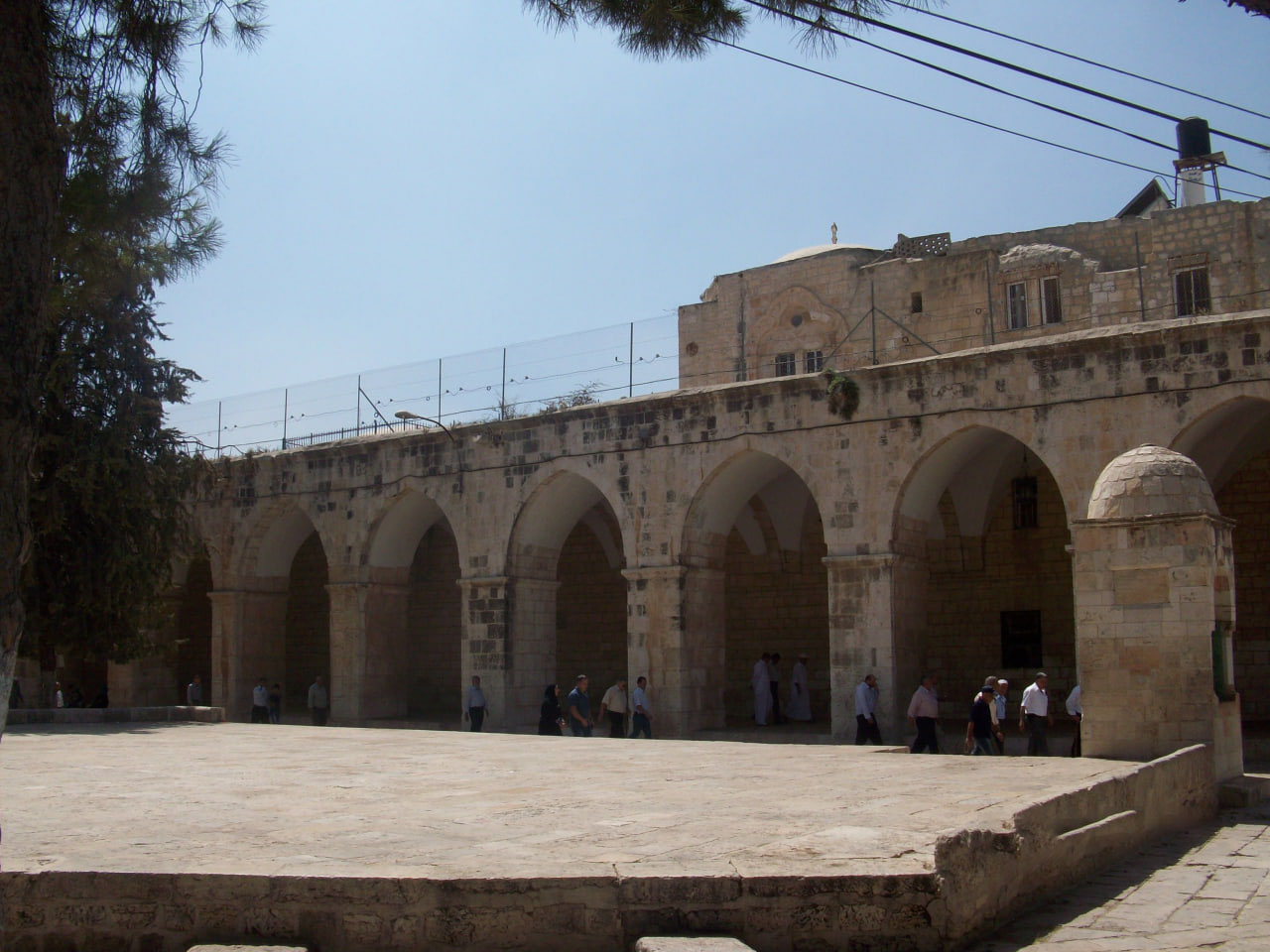
مصطبة البديري في المسجد الأقصى